# Jang Čao-süan
Jang Čao-süan (čínsky pchin-jinem Yáng Zhāoxuān, znaky tradiční 杨钊煊, * 11. února 1995 Peking) je čínská profesionální tenistka. Ve své dosavadní kariéře na okruhu WTA Tour vyhrála sedm turnajů ve čtyřhře. Jednu deblovou trofej přidala v sérii WTA 125. V rámci okruhu ITF získala tři tituly ve dvouhře a dvanáct ve čtyřhře.
Na žebříčku WTA byla ve dvouhře nejvýše klasifikována v září 2015 na 151. místě a ve čtyřhře pak v lednu 2023 na 9. místě.
V čínském týmu Billie Jean King Cupu debutovala v roce 2017 utkáním základního bloku 1. skupiny asijské zóny proti Filipínám, v němž vyhrála čtyřhru v páru s Čang Kchaj-lin. Číňanky zvítězily 3:0 na zápasy. Do srpna 2024 v soutěži nastoupila k dvaceti mezistátním utkáním s bilancí 4–2 ve dvouhře a 11–4 ve čtyřhře.

## Tenisová kariéra

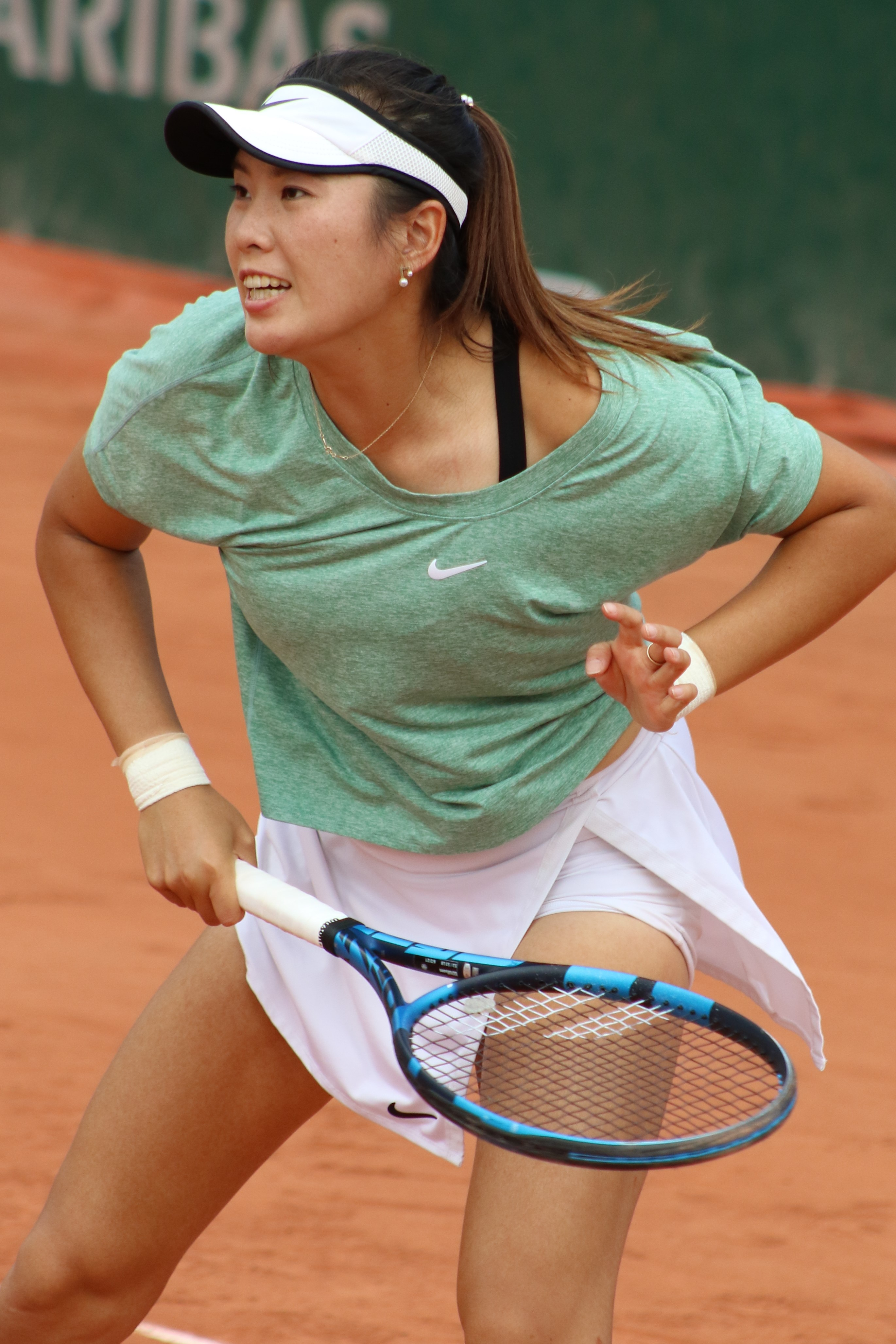
Během French Open 2021

V rámci hlavních soutěží událostí okruhu ITF debutovala v srpnu 2009, když na turnaji v čínském Čchien-šanu s dotací 10 tisíc dolarů postoupila z kvalifikace. V úvodním kole podlehla tchajwanské hráčce Kchao Šao-jüan Premiérový titul z dvouhry v této úrovni tenisu vybojovala na novodillíském turnaji s rozpočtem deset tisíc dolarů. Ve finále události, probíhající v červnu 2011, přehrála Korejku Hae-sung Kimovou, která ji odebrala jen dva gamy.
Na okruhu WTA Tour debutovala kantonským Guangzhou International Women's Open 2013, kde ve čtyřhře odehrála první zápas v hlavní soutěži. S krajankou Tchang Chao Čchen do ní obdržely divokou kartu, aby skončily v úvodním zápasu na raketách třetích nasazených Vanii Kingové a Galiny Voskobojevové. Kvalifikací dvouhry také debutovala v singlových soutěžích WTA. V otevíracím duelu ji však vyřadila Kazaška Zarina Dijasová po dvousetovém průběhu. Kvalifikačním sítem naopak premiérově prošla na letním Baku Cupu 2015, kde ji na úvod hlavní soutěže skrečovala Ukrajinka Julia Bejgelzimerová. Následně nenašla recept na ruskou tenistku Margaritu Gasparjanovou.
Premiérové finále na okruhu WTA Tour odehrála během březnového Malaysian Open 2016 v malajsijské metropoli Kuala Lumpuru. Po boku Thajky Varatčaji Vongteančajové porazily ve finále čtyřhry čínský pár Liang Čchen a Wang Ja-fan až v supertiebreaku. Jako poražená finalistka také odešla ze závěrečného turnaje sezóny, když po boku krajanky Jou Siao-ti podlehly v deblu čuchajského WTA Elite Trophy 2016 páru İpek Soyluová a Sü I-fan.
Debut v hlavní soutěži nejvyšší grandslamové kategorie zaznamenala v ženském deblu Australian Open 2015. Do turnaje nastoupila s krajankou Jie Čchiou-jü na divokou kartu. V úvodním kole je vyřadila španělsko-rumunská dvojice Lara Arruabarrenová a Irina-Camelia Beguová.

## Finále na okruhu WTA Tour

### Čtyřhra: 15 (7–8)
| Legenda                                        |
| ---------------------------------------------- |
| Grand Slam (0)                                 |
| Turnaj mistryň (0)                             |
| WTA Elite Trophy (0–2)                         |
| Premier Mandatory & Premier 5 / WTA 1000 (1–2) |
| Premier / WTA 500 (2–1)                        |
| International / WTA 250 (4–3)                  |

| Stav       | č. | datum             | turnaj                         | povrch    | spoluhráčka              | poražené finalistky                   | výsledek            |
| ---------- | -- | ----------------- | ------------------------------ | --------- | ------------------------ | ------------------------------------- | ------------------- |
| Vítězka    | 1. | 29. února 2016    | Kuala Lumpur, Malajsie         | tvrdý     | Varatčaja Vongteančajová | Liang Čchen Wang Ja-fan               | 4–6, 6–4, [10–7]    |
| Finalistka | 1. | 6. června 2016    | Nottingham, Spojené království | tráva     | Gabriela Dabrowská       | Andrea Hlaváčková Pcheng Šuaj         | 5–7, 6–3, [7–10]    |
| Finalistka | 2. | 19. září 2016     | Tokio, Japonsko                | tvrdý     | Liang Čchen              | Sania Mirzaová Barbora Strýcová       | 1–6, 1–6            |
| Finalistka | 3. | 6. listopadu 2016 | Ču-chaj, Čína                  | tvrdý (h) | Jou Siao-ti              | İpek Soyluová Sü I-fan                | 4–6, 6–3, [7–10]    |
| Finalistka | 4. | 14. ledna 2017    | Hobart, Austrálie              | tvrdý     | Gabriela Dabrowská       | Raluca Olaruová Olga Savčuková        | 6–0, 4–6, [5–10]    |
| Vítězka    | 2. | 16. září 2017     | Tokio, Japonsko                | tvrdý     | Šúko Aojamová            | Monique Adamczaková Storm Sandersová  | 6–0, 2–6, [10–5]    |
| Finalistka | 5. | 30. září 2017     | Wu-chan, Čína                  | tvrdý     | Šúko Aojamová            | Čan Jung-žan Martina Hingisová        | 6–75–7, 6–2, [4–10] |
| Vítězka    | 3. | 23. února 2018    | Dubaj, Spojené arabské emiráty | tvrdý     | Čan Chao-čching          | Sie Šu-wej Pcheng Šuaj                | 6–4, 6–3            |
| Vítězka    | 4. | 5. ledna 2019     | Šen-čen, Čína                  | tvrdý     | Pcheng Šuaj              | Tuan Jing-jing Renata Voráčová        | 4–6, 6–2, [10–6]    |
| Finalistka | 6. | 27. října 2019    | Ču-chaj, Čína                  | tvrdý (h) | Tuan Jing-jing           | Ljudmyla Kičenoková Andreja Klepačová | 3–6, 3–6            |
| Finalistka | 7. | 13. března 2021   | Dubaj, Spojené arabské emiráty | tvrdý     | Sü I-fan                 | Alexa Guarachiová Darija Juraková     | 0–6, 3–6            |
| Finalistka | 8. | 29. května 2021   | Štrasburk, Francie             | antuka    | Makoto Ninomijová        | Alexa Guarachiová Desirae Krawczyková | 2–6, 3–6            |
| Vítězka    | 5. | 19. března 2022   | Indian Wells, Spojené státy    | tvrdý     | Sü I-fan                 | Asia Muhammadová Ena Šibaharaová      | 7–5, 7–6(7–4)       |
| Vítězka    | 6. | 7. srpna 2022     | San José, Spojené státy        | tvrdý     | Sü I-fan                 | Šúko Aojamová Čan Chao-čching         | 7–5, 6–0            |
| Vítězka    | 7. | 27. května 2023   | Štrasburk, Francie             | antuka    | Sü I-fan                 | Desirae Krawczyková Giuliana Olmosová | 6–3, 6–2            |

## Série WTA 125

### Čtyřhra: 2 (1–1)
| Legenda         |
| --------------- |
| WTA 125 (1–1 Č) |

| Stav       | č. | datum              | turnaj           | povrch | spoluhráčka              | poražené finalistky         | výsledek |
| ---------- | -- | ------------------ | ---------------- | ------ | ------------------------ | --------------------------- | -------- |
| Finalistka | 1. | 15. listopadu 2015 | Hua Hin, Thajsko | tvrdý  | Varatčaja Vongteančajová | Liang Čchen Wang Ja-fan     | 3–6, 4–6 |
| Vítězka    | 1. | 28. dubna 2019     | An-ning, Čína    | tvrdý  | Pcheng Šuaj              | Tuan Jing-jing Chan Sin-jün | 7–5, 6–2 |

## Finále na okruhu ITF
| Dotace turnajů okruhu ITF | Dotace turnajů okruhu ITF |
| ------------------------- | ------------------------- |
| 100 000 $ tournaments     | 80 000 $ tournaments      |
| 75 000 $ tournaments      | 60 000 $ tournaments      |
| 50 000 $ tournaments      | 25 000 $ tournaments      |
| 15 000 $ tournaments      | 10 000 $ tournaments      |

### Dvouhra: 4 (3–1)
| Stav       | č. | datum             | turnaj            | povrch | poražená finalistka | výsledek      |
| ---------- | -- | ----------------- | ----------------- | ------ | ------------------- | ------------- |
| Vítězka    | 1. | 13. června 2011   | Nové Dillí, Indie | tvrdý  | Kim Hae-sung        | 6–2, 6–0      |
| Vítězka    | 2. | 11. srpna 2014    | Istanbul, Turecko | tvrdý  | İpek Soyluová       | 7–6(7–4), 6–1 |
| Vítězka    | 3. | 22. prosince 2014 | Hongkong, Čína    | tvrdý  | Ču Lin              | 6–4, 6–4      |
| Finalistka | 1. | 20. dubna 2015    | Šen-čen, Čína     | tvrdý  | Sie Šu-wej          | 2–6, 2–6      |

### Čtyřhra (12 titulů)
| Č.  | datum             | turnaj                         | povrch | spoluhráčka       | poražené finalistky                      | výsledek              |
| --- | ----------------- | ------------------------------ | ------ | ----------------- | ---------------------------------------- | --------------------- |
| 1.  | 5. dubna 2010     | Ning-po, Čína                  | tvrdý  | Wang Ja-fan       | Lu Ťia-siang Jang C’-ťün                 | 1–6, 6–2, [10–4]      |
| 2.  | 1. listopadu 2010 | Manila, Filipíny               | tvrdý  | Ču Lin            | Kim Ji-young Kim Jin-hee                 | 6–4, 6–7(5–7), [10–7] |
| 3.  | 13. února 2012    | Antalya, Turecko               | antuka | Čang Kchaj-lin    | Li I-chung Tchang Chao-čchen             | 7–6(8–6), 5–7, [10–8] |
| 4.  | 29. dubna 2013    | Soul, Jižní Korea              | tvrdý  | Liou Wan-tching   | Čan Ťin-wej Čang Nan-nan                 | 6–2, 6–2              |
| 5.  | 22. prosince 2014 | Hongkong, Čína                 | tvrdý  | Jie Čchiou-jü     | Hong Seung-yeon Kang Seo-kyung           | 6–4, 6–3              |
| 6.  | 16. února 2015    | Nové Dillí, Indie              | tvrdý  | Tchang Chao-čchen | Hsu Ching-wen Lee Pei-chi                | 7–5, 6–1              |
| 7.  | 19. října 2015    | Su-čou, Čína                   | tvrdý  | Čang Jü-süan      | Tchien Žan Čang Kchaj-lin                | 7–6(7–4), 6–2         |
| 8.  | 4. dubna 2016     | Kašiwa, Japonsko               | tvrdý  | Čang Kchaj-lin    | Jou Siao-ti Ču Lin                       | 7–5, 2–6, [11–9]      |
| 9.  | 30. května 2016   | Eastbourne, Spojené království | tráva  | Čang Kchaj-lin    | Asia Muhammadová Maria Sanchezová        | 7–6(7–5), 6–1         |
| 10. | 13. června 2016   | Ilkley, Spojené království     | tráva  | Čang Kchaj-lin    | An-Sophie Mestachová Storm Sandersová    | 6–3, 7–6(7–5)         |
| 11. | červen 2017       | Southsea, Spojené království   | tráva  | Šúko Aojamová     | Viktorija Golubicová Ljudmyla Kičenoková | 6–7(7–9), 6–3, [10–8] |
| 12. | listopad 2018     | Šen-čen, Čína                  | tvrdý  | Šúko Aojamová     | Choi Ji-hee Luksika Kumkhumová           | 6–2, 6–3              |